# Fontaines de la porte de Saint-Cloud
Ne doit pas être confondu avec Fontaines du décret de Saint-Cloud.
Les fontaines de la porte de Saint-Cloud sont un ensemble de deux fontaines monumentales situé place de la Porte-de-Saint-Cloud, près de la porte du même nom, dans le 16e arrondissement de Paris. Œuvres ayant notamment mobilisé le sculpteur Paul Landowski, elles ont été construites dans les années 1930 pour l'Exposition universelle de 1937.

## Situation

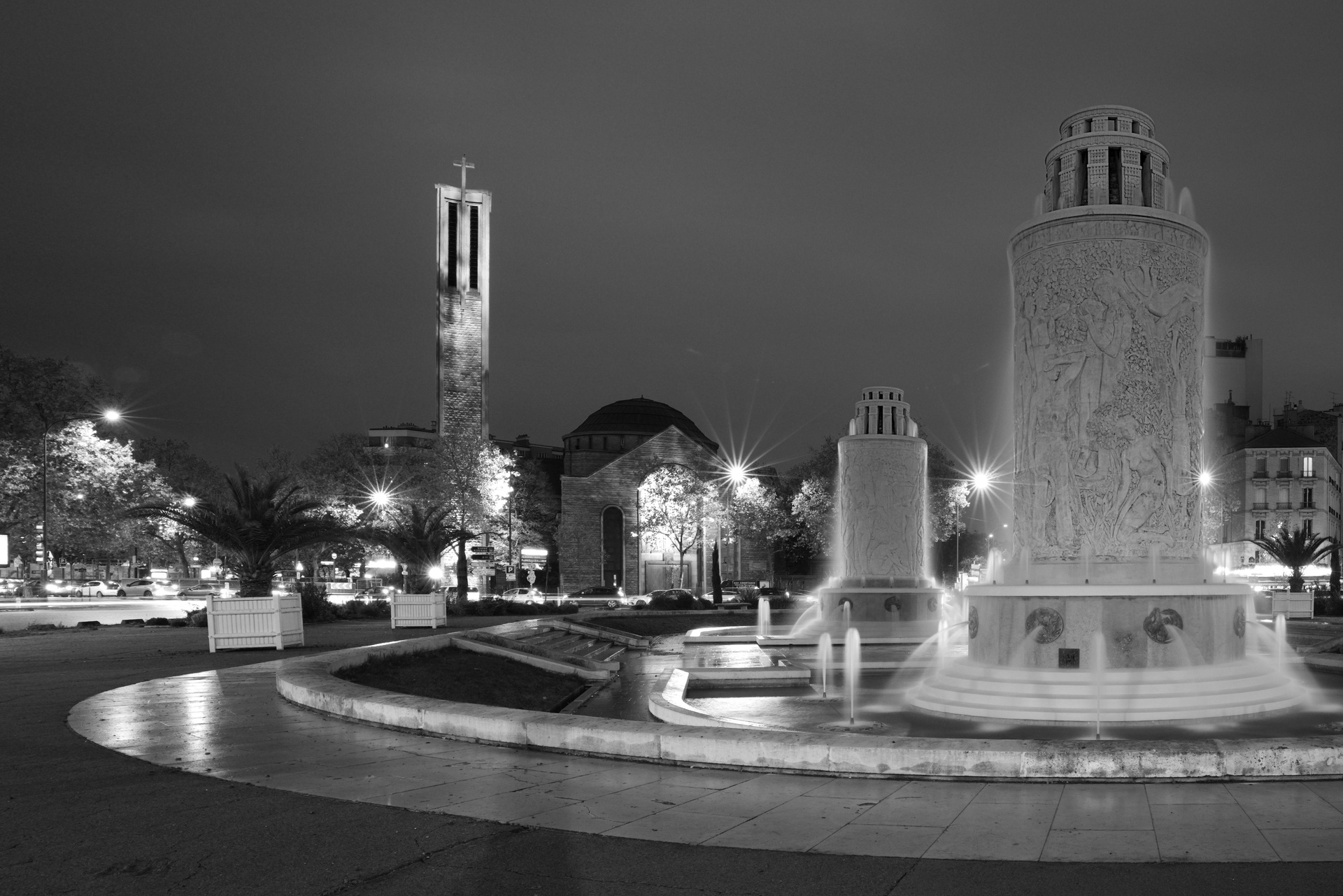
Fontaines de la porte de Saint-Cloud de nuit.

Le porte de Saint-Cloud se trouve au sud du 16e arrondissement de Paris, jouxtant Boulogne-Billancourt. Les fontaines sont au centre de la place, au cœur d'un jardin entouré par un rond-point automobile,.
Le site est desservi par la station de métro Porte de Saint-Cloud (ligne 9).

## Historique
La place de la porte de Saint-Cloud est aménagée en 1928, à la place d'un tronçon de l'enceinte de Paris. Les fontaines se trouvent au niveau de l'ancienne barrière d'octroi.
Les fontaines sont créées en vue de l'Exposition universelle de 1937 (officiellement « Exposition internationale des arts et des techniques appliqués à la vie moderne »), lors d'une campagne visant à embellir la ville de Paris. Alors que le site principal se trouve palais de Chaillot, une annexe est aménagée sur la place de la Porte-de-Saint-Cloud, afin d'accueillir une exposition consacrée aux sports et à la chasse, dont les fontaines font office de portes. À proximité se trouve le stade Pierre-de-Coubertin, construit pour le même évènement international.
Un concours architectural est lancé en 1929, avec pour thème de créer « une porte symbolique formée par deux motifs brillants ».
De style Art déco, les deux fontaines sont l'œuvre des architectes Jacques Billard et Robert Pommier et du sculpteur Paul Landowski. Notamment auteur de la statue du Christ Rédempteur à Rio de Janeiro, ce dernier réalise les bas-reliefs qui les ornent. Grâce à un dispositif lumineux, les 104 jets d'eau sont éclairés une fois la nuit tombée, une innovation à l'époque : il s'agit en effet des premières fontaines lumineuses de la capitale,.
Baptisées La Seine apportant à Paris les richesses de la terre et Paris ville d'art et de travail, les fontaines sont inaugurées en 1936 après deux ans de travaux. Elles sont surnommées les « Sources de la Seine » ou encore les « Sources de Paris ».
À l'origine, le terre plein-central sur lequel les fontaines se trouvent était encerclé d'arbres, formant un véritable jardin, mais au début du XXIe siècle, aucun accès n'existait plus pour les piétons,.
Les fontaines, leurs bassins et la totalité du terre-plein elliptique qui les entoure, y compris les salles souterraines abritant les dispositifs techniques situés sur l’espace public, sont inscrits au titre des monuments historiques par arrêté du 30 mai 2016. Du fait de sa période d'aménagement, la place bénéficie également du label « Patrimoine du XXe siècle ».
À l'arrêt depuis la fin des années 1980 à cause de dégradations liées à leur étanchéité, elles font l'objet d'une campagne de restauration quelques décennies plus tard. En 2016, un collectif de riverains présente ainsi un projet dans le cadre du budget participatif de la ville de Paris, qui est retenu avec 520 votes positifs. D'un coût de 2 millions d'euros, les travaux commencent en 2019, sous la supervision de l'architecte Mirabelle Croizier, du fontainier Philippe Carton et de la restauratrice de pierres Nathalie Pruha. Les matériaux d'origine sont conservés. Les fontaines sont restaurées, non seulement en surface (d'un point de vue technique comme architectural) mais aussi au niveau du système hydraulique souterrain. Elles sont remises en service, en prenant en compte la problématique contemporaine d'économie d'eau et d'énergie. 136 projecteurs d'ampoules LED sont installés dans des hublots lumineux restaurés à l'identique. Le site réhabilité est officiellement inauguré le 15 juin 2021,,.
Karen Taïeb, adjointe à la maire de Paris chargée du patrimoine, ajoute son intention de faire installer un passage piéton afin que les riverains puissent découvrir les fontaines de plus près. Jusque là, les fontaines et leur jardin étaient en effet difficiles d'accès en raison de la circulation.

## Description
Situées chacune dans un bassin, les deux fontaines Art déco sont des colonnes cylindriques et concentriques d'aspect monumental. Jumelles, elles s'élèvent au centre d'un terre-plein de forme elliptique, une voix piétonne séparant les deux bassins. Dotées d'un soubassement de quatre marches circulaires, elles font 10 mètres de hauteur,,, et 5 de diamètre. Elles sont chacune surmontées par un dôme cylindrique évidé.
Elles sont couvertes de bas-reliefs sous forme de frises figurant les sources de la Seine, les villes et village traversés par le fleuve et les monuments qui la bordent à Paris. À noter la présence d'un autoportrait du sculpteur Paul Landowski, qui se représente au travail, près de l'un des architectes qui est muni d'un compas. Plus bas, au niveau de leur socle, sont installés des médaillons de bronze (huit par fontaine) représentant des motifs animaliers (« deux hérons, des motifs végétaux, un coq et une poule, des truites, cinq souris, trois serpents, un banc de poissons et enfin un martin-pêcheur en pleine activité ») et des personnages de la commedia dell'arte,, (Arlequin, Pierrot, Colombine, etc.).
Les fontaines fonctionnent en circuit fermé. Les jets d'eau les plus élevés, au sommet des colonnes, peuvent atteindre 12-13 mètres de hauteur ; d'autres jets émanent des étages inférieurs des fontaines ainsi que des bassins,.